# Jacques Pierre Brissot

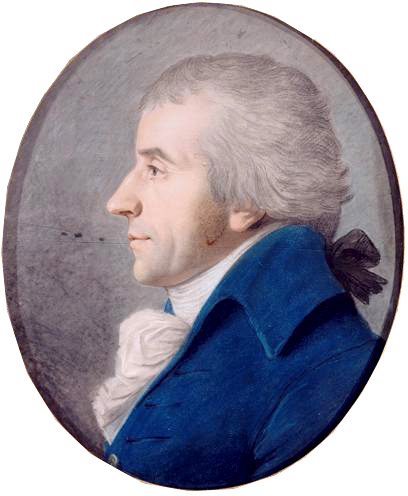
Jacques Pierre Brissot im Jahr 1792

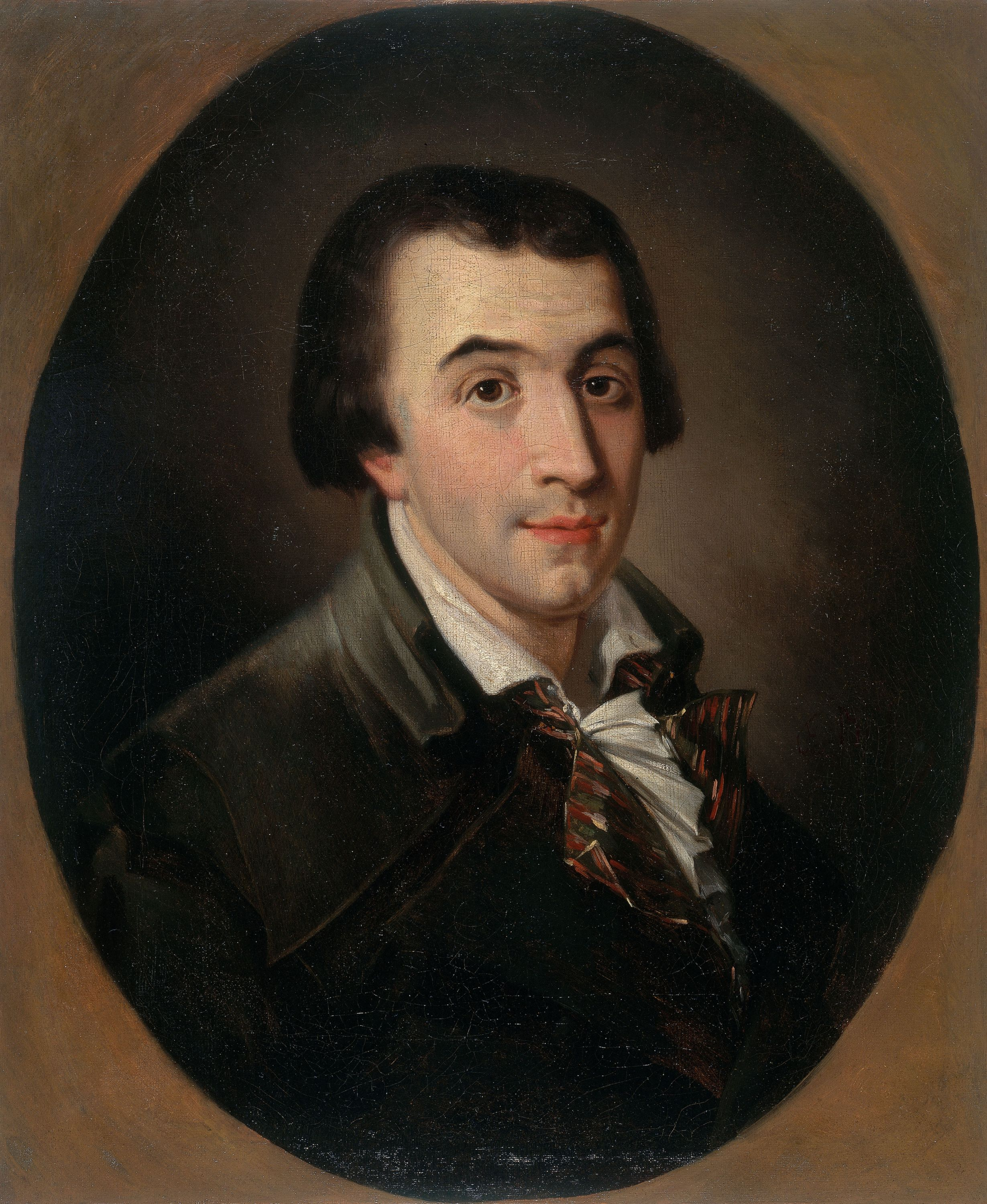
Jacques Pierre Brissot, Grafik von François Bonneville

Jacques-Pierre Brissot de Warville, genannt Brissot (* 15. Januar 1754 in Chartres; † 31. Oktober 1793 in Paris),   Publizist und Journalist, war Jakobiner und später politischer Führer der Girondisten, einer Gruppierung gemäßigter Republikaner während der Französischen Revolution.

## Leben

### Chartres, Paris und das Ausland
Jacques-Pierre Brissot kam als dreizehntes von siebzehn Kindern eines Gastwirts am 15. Januar 1754 in Chartres zur Welt. Sein Vater, der reiche Inhaber eines Speiselokals, ermöglichte ihm eine gute Ausbildung am städtischen collège. Nach der Schulzeit begann Jacques-Pierre seine berufliche Ausbildung bei einem Rechtsanwalt in Chartres. Im Alter von achtzehn Jahren verließ er seine Heimatstadt und zog nach Paris. Vom Vater nicht länger unterstützt, schlug er sich mit schriftstellerischen Gelegenheitsarbeiten durch und fand dann eine Anstellung im Anwaltsbüro Nolleau. Ab 1774 nannte er sich Jacques-Pierre Brissot de Warville, nach dem englisch veränderten Namen des Dorfs Ouarville bei Chartres, in dem er seine ersten Lebensjahre bei einer Amme verbracht hatte.
Ein Studium der Rechte schien Brissot wenig attraktiv; er fühlte sich zum Schriftsteller berufen. In Paris plante er seine Théorie des lois criminelles, seine erste große Arbeit, die ihn bekannt machte. Das Vorwort schickte er Voltaire, der ihm mit einem schmeichelhaften und ermutigenden Antwortbrief dankte. Um Geld zu verdienen, schrieb Brissot Artikel für den Mercure. 1778 und 1779 arbeitete er als Redakteur beim Courrier de l’Europe, einem englischen Blatt mit einer französischen Ausgabe in Boulogne-sur-Mer, das sich für die Aufständischen in Amerika einsetzte. Er fühlte sich dort durch die Zensur beengt und ging nach Paris zurück.
In Paris widmete er sich naturwissenschaftlichen Studien, besonders auf dem Gebiet der Chemie. In dieser Zeit bekam er die Zulassung als Anwalt in Reims; er erhielt zwei Preise von der Académie de Châlons. Die Lehre, dass Eigentum Diebstahl sei, die später durch Proudhon berühmt werden sollte, bildet die Kernthese seines Buchs Recherches philosophiques sur le droit de propriété et sur le vol … (1780). Er konzipierte seinen Traité de la vérité, publizierte seine Théorie des lois criminelles (1781) und seine Bibliothèque des lois criminelles (1782). Brissot schrieb gleichzeitig auch Pamphlete mit dem Titel l’Inégalité sociale. Von 1782 bis 1786 erschien seine zehnbändige Bibliothèque philosophique du législateur, ein auf den ethischen Prinzipien Rousseaus beruhendes Werk. Brissot heiratete 1783 Félicité Dupont (1759–1818), aus der Verbindung gingen drei Kinder hervor.
Von Februar bis November 1783 lebte er mit seiner Frau in London. Dort wollte er eine Einrichtung schaffen, ein Lyzeum im antiken Sinn, das allen Gelehrten Europas die Möglichkeit geben sollte, sich gegenseitig über gewonnene Erkenntnisse zu informieren. Das von ihm publizierte Blatt Journal du Lycée de Londres sollte den Mitgliedern als Sprachrohr dienen. Wegen finanzieller Streitigkeiten mit dem Herausgeber des Courrier de l’Europe, seinem alten Arbeitgeber, kam Brissot in London in Schuldhaft. Das Projekt Lycée musste er aufgeben.
Einige Tage nach seiner Rückkehr nach Frankreich wurde Brissot unter der Beschuldigung, ein Pamphlet gegen die Königin Marie-Antoinette verfasst zu haben, festgenommen und in der Bastille inhaftiert. Erst vier Monate später kam er dank der Hilfe einflussreicher Fürsprecher im September 1784 wieder frei.
Durch die Fürsprache seiner Frau, die in der Familie des Herzogs Louis-Philippe von Orléans als Hauslehrerin angestellt war, stand Brissot bis 1788 mit dem Titel lieutenant-général de la chancellerie im Dienst des Herzogs. In dieser Funktion nahm er im Oktober 1787 in den Niederlanden am Brabanter Aufstand teil. Als die Kanzlei Louis-Philippes in ein Komplott verwickelt wurde, floh Brissot rechtzeitig nach London. Bei diesem zweiten Aufenthalt in England machte er die Bekanntschaft führender englischer Abolitionisten, die sich für die Abschaffung des Sklavenhandels einsetzten. Durch ihr Beispiel angeregt, gründete er im Februar 1788, zusammen mit dem Genfer Bankier Étienne Clavière und Graf Mirabeau, in Frankreich die Société des Amis des Noirs. Im Namen dieser Gesellschaft reiste Brissot im Mai 1788 in die Vereinigten Staaten, um sich dort über die Möglichkeiten der Emanzipation der farbigen Bevölkerung zu informieren. Vier Monate blieb er in den USA, zusammen mit Clavière, der ihn begleitete. 1789 wurde Brissot in die American Academy of Arts and Sciences gewählt.

### Die Revolution
Für die Wahlen zu den Generalständen kehrte Brissot nach Frankreich zurück. Er publizierte eine Vielzahl revolutionärer Schriften, die auf ihn aufmerksam machten und verfehlte nur um wenige Stimmen die Wahl zum Abgeordneten in der Versammlung. Im Mai 1789 gründete er die republikanische Zeitung Le Patriote français, die bis zum 2. Juni 1793 erschien; sie wurde zum Organ der künftigen Brissotins und Girondisten. Der immer gut informierte Journalist und wegen seiner Reden im Jakobinerklub bekannte Jacques-Pierre Brissot wurde in die erste Pariser municipalité gewählt. Als dem Vertreter des conseil municipal (Stadtrat) überreichten ihm die Aufständischen am 14. Juli 1789 in einem symbolischen Akt den Schlüssel zur erstürmten Bastille. Obwohl er nicht der Nationalversammlung angehörte, berief man ihn als Publizist in deren Verfassungsausschuss.
1790 und 1791 war Jacques-Pierre Brissot Präsident der Société des amis des Noirs. 1791 publizierte er seine dreibändige Nouveau voyage dans les Etats-Unis de l’Amerique septentrionale. Nach dem Fluchtversuch der königlichen Familie im Juni 1791 verfasste er die Petition zur Absetzung des Königs, die am 17. Juli unmittelbar vor dem Massaker auf dem Marsfeld verlesen wurde. Gegen den Widerstand des Hofes und der Royalisten wurde er im August 1791 als einer der 24 Abgeordneten von Paris und einer der wenigen Jakobiner in die Gesetzgebende Versammlung (Assemblée législative) gewählt. Seine Erfahrungen im Ausland ermöglichten ihm das Einwirken auf die französische Außenpolitik im comité diplomatique. Ein Krieg, argumentierte Brissot, könne die Revolution nur stärken, indem er alle ihre Gegner demaskiere; ein Krieg gegen die Monarchen in Europa eröffne auch einen Kreuzzug für die allgemeine Freiheit. Die Kriegserklärung Frankreichs am 20. April 1792 an Österreich, das Symbol des Ancien régime, beeinflusste er maßgeblich. Brissot wurde zum Wortführer der nach ihm benannten linken Gruppe in der Legislative, der Brissotins, der späteren Girondisten. Er stand auf dem Höhepunkt seines politischen Wirkens, aber seine Kriegspolitik führte zum Konflikt mit Maximilien de Robespierre. Die frühen Rückschläge der französischen Truppen, die schlecht abgestimmte Politik der Regierung und Brissots zögernde Haltung im Fall Lafayette kosteten ihn einen großen Teil seiner Glaubwürdigkeit und Autorität. Bei den Ereignissen am 10. August 1792 – Erstürmung der Tuilerien und Abschaffung des Königtums – trat er nicht in Erscheinung und er war einer der wenigen Abgeordneten, der die Septembermassaker verurteilte. Brissot wurde zum Ziel immer heftiger werdender Angriffe seiner Gegner: Robespierre bezichtigte ihn am 1. September vor der Pariser Kommune des Verrats.
Anfang September 1792 wurde Brissot vom Département Eure-et-Loir in den Nationalkonvent (Convention nationale) gewählt; in Paris, diesmal vermutlich dort chancenlos, hatte er nicht mehr kandidiert. Im Konvent war er der Führer der Girondisten, attackiert von den Montagnards. Er und seine Freunde, die Brissotins, kämpften gegen die Politik der Jakobiner und gegen die Anarchie. Im Oktober wurden sie aus dem Jakobinerklub ausgeschlossen. Brissot griff die Pariser Sektionen an, die Pariser Kommune, die Montagnards und besonders Robespierre. Zunächst kämpfte er gegen das Todesurteil für Ludwig XVI.; im Prozess gegen den König votierte er schließlich für die Todesstrafe unter dem Vorbehalt der Billigung des Schuldspruchs durch das Volk und des Aufschubs der Vollstreckung bis zum Frieden. Im Konvent hatte er noch immer Einfluss: seine Berichte im comité diplomatique führten zu Kriegserklärungen an England und Holland am 1. Februar 1793. Zuvor war er am 4. Januar in den Allgemeinen Verteidigungsausschuss berufen worden. Im April bezichtigte ihn Robespierre der Mitschuld am Landesverrat des Generals Dumouriez; damit war Brissots Ruf in der öffentlichen Meinung ruiniert. Brissot wehrte sich im Mai mit einer Schrift, in der er die Schließung des Jakobinerklubs forderte und die Auflösung der Pariser Kommune. Am 2. Juni wurde seine Festnahme und der Hausarrest beschlossen. Brissot flüchtete und kam bis Moulins im Departement Allier in der Auvergne. Dort wurde er entdeckt und festgenommen; am 22. Juni wurde er in der Pariser Abbaye inhaftiert und dann in der Conciergerie. Im Gefängnis schrieb er seine Memoiren unter dem Titel Legs à mes enfants. Am 30. Oktober 1793 wurde Jacques-Pierre Brissot de Warville zusammen mit einundzwanzig Girondisten vom Revolutionstribunal zum Tode verurteilt. Im Alter von neununddreißig Jahren starb er am folgenden Tag auf der Place de la Révolution durch die Guillotine. Seine letzten Worte waren: „Das ist mehr als Despotismus.“

### Charakteristika
Die Encyclopedia Britannica beschreibt Brissot als einen „wachen, eifrigen, impulsiven Mann mit weitem Wissen, der jedoch unentschlossen war und nicht fähig, gegen die durch die revolutionären Ereignisse wachgerufenen wilden Energien zu kämpfen.“
Der französische Historiker und Politiker Max Gallo schreibt: „Oberflächlich, schnell, erfinderisch, hatte Brissot nicht begriffen, dass die Revolution andere Qualitäten fordert als die eines Journalisten mit großem Talent. Er hat sein Leben riskiert durch einige Floskeln, die das Schicksal des Landes aufs Spiel setzten und die er nicht mehr streichen konnte, wie im Manuskript einer zu schnell geschriebenen Schrift.“

## Schriften

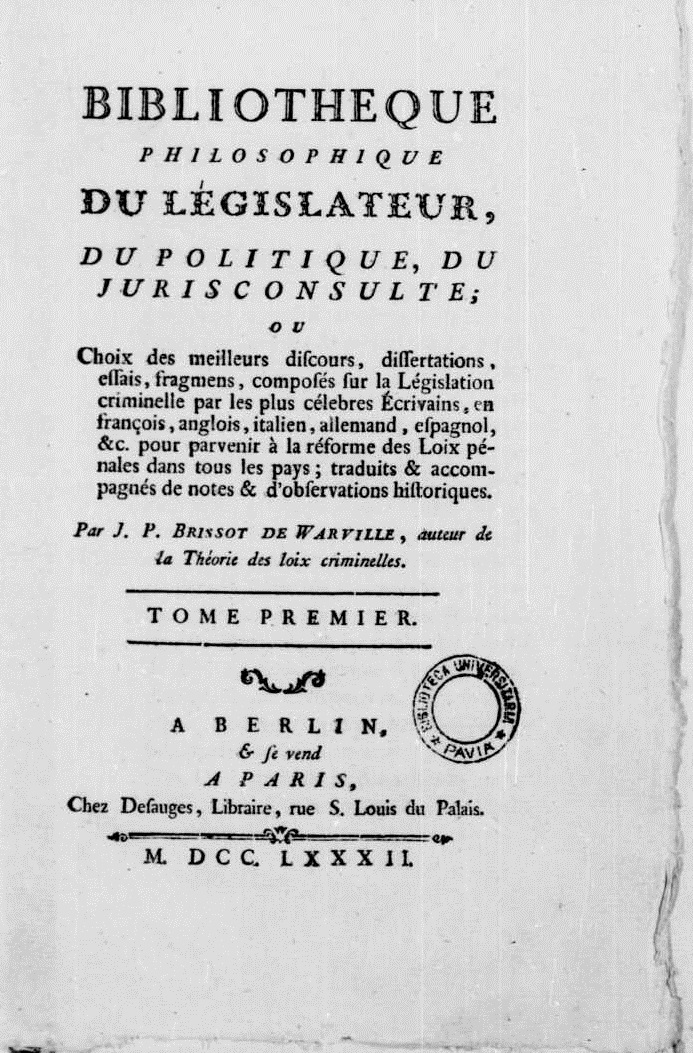
Bibliothèque philosophique du Législateur, du Politique, du Jurisconsulte, 1782

- Recherches philosophiques sur le droit de propriété considéré dans la nature, pour servir de premier chapitre à la «Théorie des lois» de M. Linguet. Paris, 1780, 128 p., in-8°.
- Bibliothèque philosophique du Législateur, du Politique et du Jurisconsulte, Berlin et Paris, 1782-1786, 10 vol. in-8°.
- Moyens d’adoucir la rigueur des lois pénales en France sans nuire à la sécurité publique, Discours couronné par l’Académie de Châlons-sur-Marne en 1780, Châlons, 1781, in-8°.
- Théorie des lois criminelles, Paris, 1781, 2 vol. in-8°.
- De la Vérité des Méditations sur les moyens de parvenir à la vérité dans toutes les connaissances humaines, Neufchâtel et Paris, 1782, in-8°.
- Discours sur la nécessité de maintenir le décret rendu le 13 mai 1791, en faveur des hommes de couleur libres, prononcé le 12 septembre 1791, à la séance de la Société des Amis de la Constitution, séante aux jacobins.
- Discours sur la nécessité politique de révoquer le décret du 24 septembre 1791, pour mettre fin aux troubles de Saint Domingue; prononcé à l’Assemblée nationale, le 2 mars 1792. Par J.P. Brissot, député du département de Paris, Paris: De l’Imprimerie du patriote françois, 1792.
- Correspondance universelle sur ce qui intéresse le bonheur de l’homme et de la société, Londres et Neufchâtel, 1783, 2 vol. in-8°.
- Journal du Lycée de Londres, ou Tableau des sciences et des arts en Angleterre, Londres et Paris, 1784.
- Tableau de la situation actuelle des Anglais dans les Indes orientales, et Tableau de l’Inde en général, ibid., 1784, in-8°.
- L’Autorité législative de Rome anéantie, Paris, 1785, in-8°, réimprimé sous le titre: Rome jugée, l’autorité du pape anéantie, pour servir de réponse aux bulles passées, nouvelles et futures du pape, ibid., 1731, m-g.
- Examen critique des voyages dans l’Amérique septentrionale, de M. le marquis de Chatellux, ou Lettre à M. le marquis de Chatellux, dans laquelle on réfute principalement ses opinions sur les quakers, sur les nègres, sur le peuple et sur l’homme, par J.-P. Brissot de Warville, Londres, 1786, in-8°.
- Discours sur la Rareté du numéraire, et sur les moyens d’y remédier, 1790, in-8°.
- Mémoire sur les Noirs de l’Amérique septentrionale, 1790, in-8°.
- Voyage aux États-Unis, 1791.
- Mémoires de Brissot... sur ses contemporains, et la révolution française; publ. par son fils; notes et éclaircissements hist. par M.F. de Montrol, 1830-1832; Vol. I (1830); Vol. II (1830); Vol. III (1832); Vol. IV (1832).